# Micky Kyei
Micky Kyei (Porvoo, 27 dicembre 1992) è un giocatore di football americano finlandese che gioca come wide receiver per i Porvoon Butchers.

## Palmarès
- 1 Vaahteramalja (Porvoon Butchers: 2023)
- 1 German Bowl (New Yorker Lions: 2019)